# 市東亮子
市東亮子（6月30日—），是日本漫画家。千葉縣出身。代表作為《學園双嬌娃》、《御花少年》。

## 作品
- 《學園双嬌娃》系列
  1. 學園双嬌娃、全29冊待續、原名
  2. 原名、9冊待續（未有中文版）、2010年開始連載中
- 御花少年、全19冊、原名《BUD BOY（日语：BUD BOY）》
  - 番外編3冊：
    1. 純愛迷走
    2. 空心鳥（未有中文版）
    3. 春指南（未有中文版）
- LIVE 我們所嚮往的地、全7冊
- 爵士舞星、全2冊
- 紫苑、全1冊
- 劍聖傳說、全1冊
- 市東亮子短篇集：
  1. 深思、全1冊
  2. 喜劇、全1冊
  3. 奇幻、全1冊
- 聖戰巫女~黎明的出雲傳說、全3冊、原名
- 童顏刑事、全2冊
- 東方獵人 JUNKS
- 博多殺人事件、全1冊
- 道玄坂偵探事務所-龍膽、全1冊

## 外部連結
- （日語）大和魂 （页面存档备份，存于） -
- （日語）http://www.gentosha-comics.net/genzo/comics/elysion/[ ] （页面存档备份，存于）